# Fujimoto Shuji
Fujimoto Shuji (藤本 修司 Fujimoto Shuji, sinh ngày 10 tháng 4 năm 1988) là một cầu thủ bóng đá người Nhật Bản. Anh thi đấu cho Vonds Ichihara.